# Рузимов, Улугбек Икрамович
Улугбек Икрамович Рузимов (узб. Ulug'bek Ikramovich Ro'zimov; 15 августа 1968, Ташкент — 8 мая 2017, там же) — узбекистанский футболист, защитник.

## Биография
Карьеру начал в 1985 году в клубе «Хорезм» из Янгиарыка.
Большую часть карьеры провёл в ташкентском «Пахтакоре». Играл в клубах «Навбахор», «Хорезм». Карьеру закончил в «Металлурге».
В 1994 году был приглашён в сборную Узбекистана, в составе которой стал чемпионом Азиатских игр. За сборную Узбекистана сыграл 23 игры, забил 2 гола.
Работал тренером и участвовал в соревнованиях среди ветеранов.
8 мая 2017 года умер от цирроза печени.

## Достижения
- Чемпион Азиатских игр: 1994
- Бронзовый призёр чемпионата Узбекистана: 1993

## Государственные награды
- Медаль «Шухрат»[3]